# Olcsó beszéd
A játékelméletben az olcsó beszéd a játékosok közötti kommunikáció, amely nem befolyásolja közvetlenül a játékosok nyereségét. Az információszolgáltatás és -fogadás ingyenes. Ez ellentétben áll a jelzések klasszikus elméletével, amelyben bizonyos üzenetek elküldése a világ állapotától függően költséges lehet a küldő számára.
Az egyik szereplőnek információja van, a másiknak cselekvőképessége van. A tájékozott játékos stratégiailag meg tudja választani, hogy mit mondjon és mit ne. A dolgok akkor válnak érdekessé, ha a játékosok érdekei nincsenek összhangban. A klasszikus példa egy szakértő (mondjuk egy ökológus), aki megpróbálja elmagyarázni a világ állapotát egy tájékozatlan döntéshozónak (mondjuk egy politikusnak, aki egy erdőirtási törvényjavaslatról szavaz). A döntéshozónak a szakértő jelentésének meghallgatása után olyan döntést kell hoznia, amely mindkét játékos nyereségét befolyásolja.
Ez az alapbeállítás, amelyet Vincent Crawford és Joel Sobel írt le először, ám később számos változatot eredményezett.
Formálisan definíálva az olcsó beszéd olyan kommunikáció, amely:
1. költségmentes mindkét fél számára
2. nem jár elköteleződéssel (azaz nem korlátozza egyik fél stratégiai döntéseit sem)
3. ellenőrizhetetlen (azaz nem ellenőrizheti harmadik fél, például bíróság)

Ezért egy játékos, aki olcsón beszél, büntetlenül hazudhat, de egyensúlyi állapotában dönthet úgy is hogy igazat mond.

## Alkalmazások

### Játékelmélet
Az olcsó beszéd általában bármely játékhoz hozzáadható, és megnövelheti a lehetséges egyensúlyi helyzetek számát. Például a  Nemek harcának kezdetéhez hozzá lehet adni egy kör olcsó beszédet. Minden játékos bejelenti, hogy focimeccsre vagy operába kíván menni. Mivel ez egy koordinációs játék, ez a kezdeti kommunikációs kör lehetővé teheti a játékosok számára, hogy egyensúlyt válasszanak, ezáltal magasabb nyereséget érjenek el, mint a koordinálatlan esetben. Az ezt eredményező üzenetek és stratégiák minden játékos számára szimmetrikusak. Ezek a következők: 1) egyenlő valószínűséggel bejelentik az operát vagy a futballt, 2) ha az egyik játékos bejelenti hogy operába megy (vagy focimeccsre), akkor ennek az üzenetnek a hallatán a másik személy is operát (vagy futballt) mond (Farrell és Rabin, 1996). Ha mindketten különböző lehetőségeket mondanak, akkor nem jön létre koordináció. Ha csak egy játékos beszélhet, az ennek a játékosnak előnyt jelent.
Nem garantált azonban, hogy az olcsó beszéd hatással lesz az egyensúlyi kifizetésekre. Egy másik játék, a fogolydilemma például olyan, hogy egyetlen egyensúlya csak domináns stratégiákból áll. Minden játék előtti olcsó beszédet figyelmen kívül hagyhatunk, és a játékosok a domináns stratégiáikat fogják játszani (mindketten vallanak a másik ellen) , függetlenül a küldött üzenetektől.

### Biológiai alkalmazások
Gyakori az az állítás, hogy az olcsó beszéd nem lesz hatással a játék alapvető szerkezetére. A biológiában a szerzők gyakran érvelnek amellett, hogy a költséges jelzések magyarázzák legjobban az állatok közötti kommunikációt (lásd a fogyatékosság elve, jelzés elmélet). Ez az általános vélekedés azonban számos kihívást kapott (lásd Carl Bergstrom  és Brian Skyrms 2002, 2004 munkáját). Konkrétan, számos evolúciós játékelméletet használó modell azt jelzi, hogy az olcsó beszéd hatással lehet bizonyos játékok evolúciós dinamikájára.

## Crawford és Sobel eredeti cikke

### Felállás
A játék alapformájában két játékos kommunikál, egy S küldő és egy R fogadó.
Típus. S feladó tudomást szerez a világ állapotáról vagy „típusáról”  ezt t-vel jelöljük . R vevő nem tudja t  értékét; csak a priori véleménye van ezzel kapcsolatban (matematikailag R véleményét t-ről egy valószínűségi eloszlás reprezentálja), és S üzenetére támaszkodik, hogy esetleg javítsa a véleménye pontosságát (ezt a Bayes-szabály alapján teszi).
Üzenet. S úgy dönt, hogy üzenetet küld ez m . Az m üzenet minden információt közölhet, de közölhet korlátozott, elmosódott információt is: jellemzően ilyen alakú lesz: "A világ állapota t1 és t2 között van". Az is lehet, hogy S egyáltalán nem ad információt.
Az üzenet formája mindegy, amíg van közös jelrendszer, vagyis a felek megértik egymást. Ez lehet egy központi bank elnökének általános nyilatkozata, bármilyen nyelvű politikai beszéd stb. Bármilyen formában is legyen, végül azt jelenti, hogy "a világ állapota t1 és t2 között van.
Akció. Az R vevő fogadja az m üzenetet. R frissíti a világ állapotával kapcsolatos véleményét, mivel így új információkhoz juthat, a Bayes-szabály segítségével . R úgy dönt, hogy tesz egy lépést ami a . Ez az a lépés hatással van a saját és a küldő nyereségére is.
Hasznosság. S döntése m tartalmára vonkozólag a hasznosságának maximalizálására irányul, tekintettel arra, hogy mit gondol arról hogy R hogyan fog reagálni. A hasznosság az elégedettség vagy a kívánságok számszerűsítésének módja. Ez lehet pénzügyi haszon, vagy nem pénzügyi elégedettség – például a környezet védelmének mértéke.
→ Kvadratikus hasznossági függvények:
Az S és R megfelelő hasznossági függvényei a következők:
{\displaystyle U^{R}(a,t)=-(a-t)^{2}}{\displaystyle U^{S}(a,t)=-(a-t-b)^{2}}
U R akkor maximalizálódik, ha a = t, ami azt jelenti, hogy a vevő olyan cselekvést akar végrehajtani, amely megfelel a világ állapotának, amit általában nem ismer. U S akkor van maximalizálva, ha a = t + b, ami azt jelenti, hogy S valamivel magasabb értéknek örülne. Mivel S nem irányítja a cselekvést, S- nek meg kell győznie R-t hogy a kívánt műveletet hajtsa végre a felfedett információ megválasztásával. Minden játékos végső nyeresége függ az világ állapotától és mindkét játékos döntéseitől amik végül meghatározzák a cselekvést.
Nash egyensúly. Olyan egyensúlyt keresünk, ahol minden játékos optimálisan dönt, feltételezve, hogy a másik játékos is optimálisan dönt. A játékosok racionálisak, bár R- nek csak korlátozott információi vannak. A jövőre vonatkozó várakozások átlagosan helyesek, és egyik félnek sem áll érdekében hogy egy egyensúlyi helyzetben megváltoztassa a viselkedését ha a többiek sem változtatnak.

### Tétel

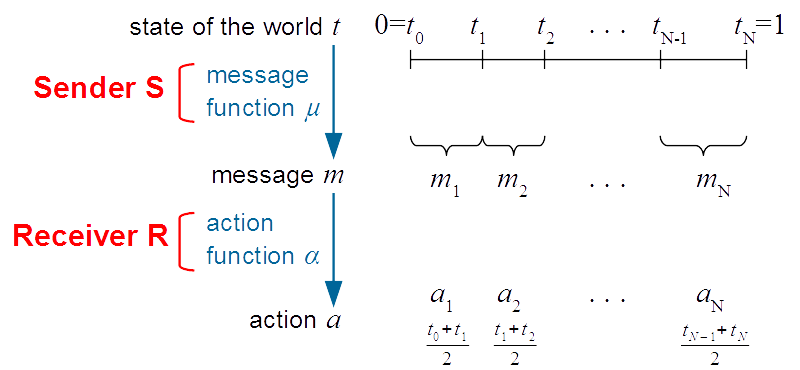
1. ábra: Az olcsó beszélgetés játék folyamata

Crawford és Sobel így jellemzi a lehetséges Nash-egyensúlyokat:
- Általában több egyensúly létezik, de véges számban.
- Az elválasztó egyensúly, ami teljes információfeltárást jelent, általában nem lehetséges.
- A fecsegés, ami azt jelenti, hogy nincs továbbított információ, mindig egyensúlyi eredmény.

Ha az érdekek teljes mértékben összhangban vannak, akkor minden információ nyilvánosságra kerül. Ha nagyon nagy az érdekellentét, minden információ rejtve marad. Ezek szélsőséges esetek. Ez a modell szintén lehetővé teszi a finomabb eseteket, amikor az érdekek közel állnak, de eltérőek, és ezekben az esetekben az optimális viselkedés bizonyos információk, de nem minden információ felfedéséhez vezet, ami különféle ködösen megfogalmazott állításokhoz vezet, amelyeket a való életben is megfigyelhetünk.
Általánosabban :
- Létezik olyan N * > 0, hogy minden N esetén ahol 1 ≤ N ≤ N * ,
- létezik legalább egy egyensúly, amelyben az indukált cselekvések halmazának N számossága van; és
- nincs olyan egyensúly, amely N * -nál több cselekvést indukálna.

Üzenetek. Míg az üzenetek előzetesen végtelen számú lehetséges értéket µ(t) vehetnek fel a t világ végtelen számú lehetséges állapotától függően, valójában csak véges számú értéket vehetnek fel (m 1, m 2, ..., m N ) .
Így egy egyensúly a [0, 1] típusú halmaz egy partíciójával (t 0 (N), t 1 (N) ... t N (N)) jellemezhető, ahol 0 = t 0 (N) < t 1 (N) < . . . <t N (N) = 1 . Ez a partíció az 1. ábra jobb felső részén látható.
A t i (N) -k azoknak az intervallumoknak a határai, ahol az üzenetek állandóak: t i-1 (N) < t < t i (N) esetén µ(t) = m i .
Lépések. Mivel a lépések az üzenetek függvényei, a cselekvések ezekben az intervallumokban is állandóak: t i-1 (N) < t < t i (N) esetén α(t) = α(m i ) = a i .
A cselekvési függvényt most közvetetten az a tény jellemzi, hogy minden a i érték optimalizálja R nyereségét, tudván, hogy t t1 és t2 között van Matematikailag (feltételezve, hogy t egyenletesen oszlik el [0, 1] között),
{\displaystyle a_{i}={\bar {a}}(t_{i-1},t_{i})=\mathrm {arg} \max _{a}\int _{t_{i-1}}^{t_{i}}U^{R}(a,t)dt}
→ Kvadratikus hasznossági függvények: Tekintettel arra, hogy R tudja, hogy t t i-1 és t i között van és azt akarja, hogy a lépése a lehető legközelebb legyen t-hez, megmutathatjuk, hogy intuitív módon az optimális cselekvés a lehetséges intervallum közepe: {\displaystyle a_{i}={\frac {t_{i-1}+t_{i}}{2}}}
Közömbösségi feltétel. Mi történik t = t i -nél? A feladónak közömbösnek kell lennie az m i-1 vagy az m i üzenet elküldése között. {\displaystyle U^{S}(a_{i},t_{i})=U^{S}(a_{i+1},t_{i})}   1 ≤ i≤ N-1

Ez információt ad N-ről és a t i-ről .
→ Gyakorlatilag:
N méretű partíciót tekintünk.

 Így meg lehet mutatni hogy {\displaystyle t_{i}=t_{1}i+2bi(i-1)\qquad t_{1}={\frac {1-2bN(N-1)}{N}}}
N-nek elég kicsinek kell lennie ahhoz hogy a számláló pozitív legyen. Ez meghatározza a legnagyobb megengedhető értéket:
{\displaystyle N^{*}=\langle {\frac {1}{2}}+{\frac {1}{2}}{\sqrt {1+{\frac {2}{b}}}}\rangle }
ahol a {\displaystyle \langle Z\rangle } a legkisebb Z számnál nagyobb egész számot jelöli.

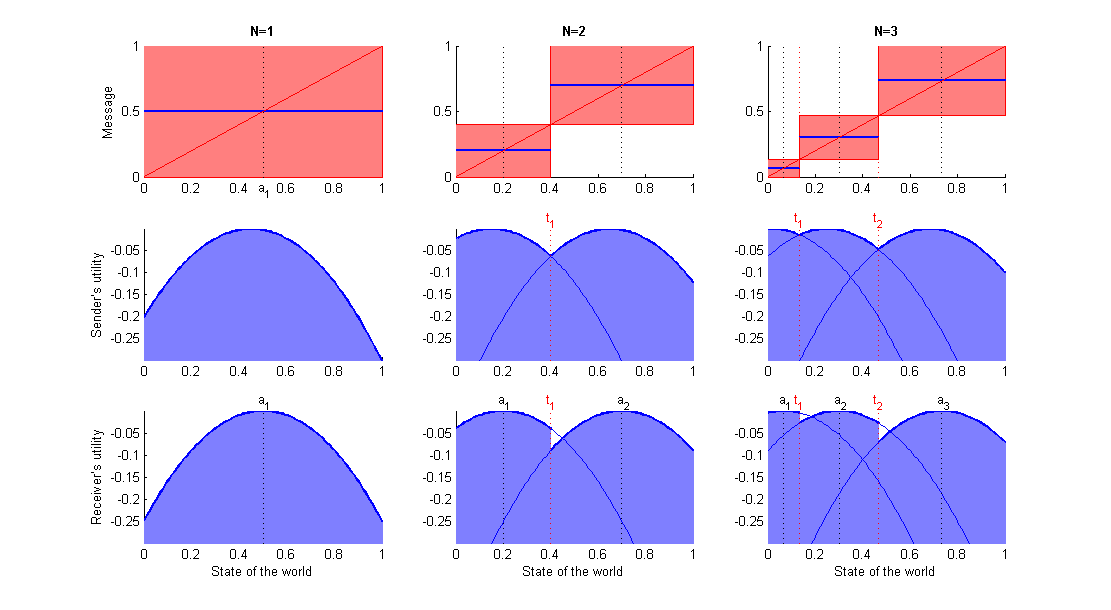
2. ábra: Üzenet és hasznosság b = 1/20 esetén, N=1, 2 és 3

N = 1: Ez a fecsegő egyensúly. t 0 = 0, t 1 = 1 ; a 1 = 1/2 = 0,5 .
N = 2: t 0 = 0, t 1 = 2/5 = 0,4, t 2 = 1 ; a 1 = 1/5 = 0,2, a 2 = 7/10 = 0,7 .
N = N * = 3: t 0 = 0, t 1 = 2/15, t 2 = 7/15, t 3 = 1 ; a 1 = 1/15, a 2 = 3/10 = 0,3, a 3 = 11/15 .
N = 1 esetén a lehető legegyszerűbb üzenetet kapjuk, amely nem ad információt. Tehát minden piros a bal felső panelen. N = 3 esetén az üzenet finomabb . Azonban meglehetősen durva marad a teljes információ feltáráshoz képest, ami a 45°-os vonal lenne, de ami nem Nash-egyensúly.
Magasabb N és finomabb üzenet esetén a kék terület nagyobb. Ez magasabb hasznosságot jelent. A több információ nyilvánosságra hozatala mindkét fél számára előnyös.

## Fordítás
Ez a szócikk részben vagy egészben  a   Cheap talk című angol Wikipédia-szócikk ezen változatának fordításán alapul.  Az eredeti cikk szerkesztőit annak laptörténete sorolja fel. Ez a jelzés csupán a megfogalmazás eredetét és a szerzői jogokat jelzi, nem szolgál a cikkben szereplő információk forrásmegjelöléseként.